# Dysderocrates regina
Dysderocrates regina là một loài nhện trong họ Dysderidae.
Loài này thuộc chi Dysderocrates. Dysderocrates regina được Christa Deeleman-Reinhold miêu tả năm 1988.